# The Way of All Flesh
The Way of All Flesh četvrti je studijski album francuskog metal sastava Gojira, objavljen 13. listopada 2008.
Album je u Europi objavila izdavačka kuća Listenable Records, a u SAD-u Prosthetic Records, gdje je u prvom tjednu prodan u 4.200 primjeraka te se nalazio na 138. mjestu Billboard 200 top liste. Omot albuma, kao i prethodnog, dizajnirao je pjevač Joe Duplantier, koji je ujedno i njegov producent. Na pjesmi "Adoration for None" gostuje pjevač Randy Blythe iz američkog sastava Lamb of God. 
Dana 6. listopada 2008. objavljen je spot za pjesmu "Vacuity", kojeg su režirali Julien Mokrani i Samuel Bodin, te u njemu glumi Duplantierova rođakinja, glumica Claire Theodoly. Također je napravljen i animirani spot za pjesmu "All the Tears", objavljen 11. siječnja 2009.

## Popis pjesama
Tekstovi: Joe Duplantier, osim pjesme "Adoration for None" koju je napisao zajedno s Randyjem Blytheom, glazba: Joe i Mario Duplantier, osim pjesme "Oroborus" koju su skladali s Christianom Andreuom.
| 1.    | »Oroborus«             | 5:21  |
| 2.    | »Toxic Garbage Island« | 4:06  |
| 3.    | »A Sight to Behold«    | 5:09  |
| 4.    | »Yama's Messengers«    | 4:03  |
| 5.    | »The Silver Cord«      | 2:31  |
| 6.    | »All the Tears«        | 3:41  |
| 7.    | »Adoration for None«   | 6:19  |
| 8.    | »The Art of Dying«     | 9:54  |
| 9.    | »Esoteric Surgery«     | 5:44  |
| 10.   | »Vacuity«              | 4:51  |
| 11.   | »Wolf Down the Earth«  | 6:25  |
| 12.   | »The Way of All Flesh« | 17:03 |
| 75:07 |                        |       |

## Osoblje
| Gojira - Joe Duplantier — vokal, gitara, produkcija, naslovnica - Christian Andreu — gitara - Jean-Michel Labadie — bas-gitara - Mario Duplantier — bubnjevi Dodatni glazbenici - Randy Blythe — vokali (na "Adoration for None") | Ostalo osoblje - Mike Rashmawi — snimanje (bubnjeva) - Gabrielle Duplantier — fotografija - Logan Mader — inženjer zvuka (bubnjeva), miksanje, mastering - Emma Salzard — menadžer produkcije - Laurentx Etxemendi — inženjer zvuka - Fred Collinet — ilustracije |